# Homalostethus dirce
Homalostethus dirce är en insektsart som först beskrevs av Gustav Breddin 1901.  Homalostethus dirce ingår i släktet Homalostethus och familjen spottstritar. Inga underarter finns listade i Catalogue of Life.